# Operacja Erez
Operacja Erez (hebr. מבצע ארז, Miwca Erez, pol. Operacja Cedr) – izraelska operacja wojskowa przeprowadzoną podczas I wojny izraelsko-arabskiej w dniach 22–23 maja 1948 roku przeciwko siłom Arabskiej Armii Wyzwoleńczej w rejonie Doliny Jezreel i wzgórz Gilboa. Operacja była prowadzona na północnym froncie walk. Izraelczycy ponieśli taktyczne i strategiczne zwycięstwo, przejmując kontrolę nad liniami komunikacyjnymi w tym obszarze i przygotowując pozycje wyjściowe do przeprowadzenia kolejnej operacji „Icchak”.

## Tło wydarzeń

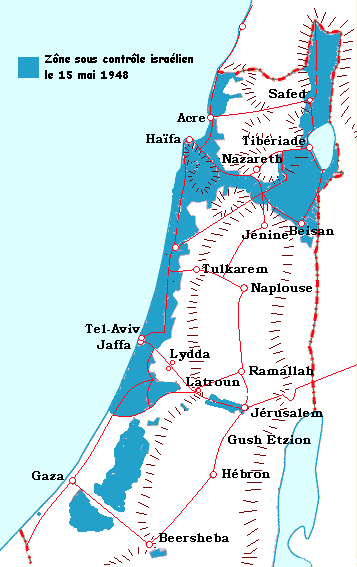
Tereny kontrolowane przez Izraelczyków w dniu 20 maja 1948 r.

Rejon Doliny Jezreel był ważnym ośrodkiem żydowskiego osadnictwa rolniczego. Przebiegała tędy także ważna strategicznie droga łącząca Hajfę z Bet Sze’an i Galileą. Przyjęta 29 listopada 1947 roku Rezolucja Zgromadzenia Ogólnego ONZ nr 181 przyznała ten obszar państwu żydowskiemu. Arabowie odmówili uznania Rezolucji ONZ i doprowadzili 30 listopada do wybuchu wojny domowej w Mandacie Palestyny. W trakcie jej trwania arabskie milicje atakowały żydowskie konwoje, paraliżując w znacznym stopniu komunikację z Galileą. Szczególnie ważną rolę odgrywała przy tym arabska wioska Zirin, położona w samym środku Doliny Jezreel. Jej mieszkańcy zostali ewakuowani, i zastąpieni przez ochotników Arabskiej Armii Wyzwoleńczej. Zmusiło to żydowską organizację paramilitarną Hagana do wzmocnienia swojej obecności w tym rejonie i chronienia konwojów jadących z zaopatrzeniem do żydowskich osiedli. Siły Palmach przeprowadziły 20 kwietnia 1948 roku nieudaną próbę zajęcia wioski Zirin.
Na samym początku I wojny izraelsko-arabskiej, w dniu 15 maja 1948 roku do dawnego Mandatu Palestyny wkroczył ekspedycyjny korpus iracki, którego siły weszły do północnej Samarii zajmując miasto Dżanin, a następnie wystawiając swoje wysunięte posterunki w rejonie Kalkilji i Tulkarm. Równocześnie wojska syryjskie zaatakowały rejon Doliny Kinaret, położonej na południe od jeziora Tyberiadzkiego. Doszło tutaj do bitwy o Dolinę Kinaret (15-21 maja). Kilka kilometrów na południe, w Dolinie Bet Sze’an doszło do bitwy o kibuc Geszer (15-17 maja). Sytuacja ta była niezwykle trudna dla Izraelczyków, ponieważ wojska irackie dążyły do zajęcia Doliny Bet Sze’an, aby następnie wejść do Doliny Jezreel i połączyć się z siłami Arabskiej Armii Wyzwoleńczej w wiosce Zirin, i kontynuować natarcie na Hajfę. Spowodowałoby to całkowite odcięcie żydowskich osiedli położonych w rejonie jeziora Tyberiadzkiego. Pozbawione dostaw zaopatrzenia, szybko zostałyby one zdobyte przez wojska syryjskie i libańskie. Z tego powodu Izraelczycy bardzo bronili swoich pozycji granicznych i zmusili Syryjczyków do odwrotu. Irakijczycy po odparciu swoich ataków, przyjęli postawę defensywną. Wywierali jednak samą swoją obecność bardzo duży nacisk na Izraelczyków, którzy obawiali się przecięcia swojego państwa w rejonie Netanji.
Dla Hagany stawało się niezwykle ważnym zabezpieczenie linii komunikacyjnych łączących Tel Awiw z północą kraju. Pierwszym krokiem było przejęcie kontroli nad nadmorską drogą i linią kolejową do Hajfy (operacja „Namel”, 22-23 maja). Drugim krokiem miało być zapewnienie bezpieczeństwa drodze z Hajfy poprzez osadę Afula (w dolinie Jezreel) do Bet Sze’an i Tyberiady.

## Układ sił

### Siły arabskie
Nieznana jest wielkość sił arabskich w wiosce Zirin. Można przypuszczać, że było to około 300 bojowników, uzbrojonych w karabiny i kilka pistoletów maszynowych.

### Siły żydowskie
Dowództwo Sił Obronnych Izraela (utworzone 28 maja) do przeprowadzenia ataku wyznaczyło dwa bataliony Brygady Golani. Było to w sumie około 1,5 tys. żołnierzy, dowodzonych przez Mosze Manna.
Plan ataku przewidywał jednoczesny atak w dwóch kierunkach. Jeden batalion miał zdobyć wioskę Zirin i zabezpieczyć w ten sposób obszar Doliny Jezreel. Natomiast drugi batalion miał przeprowadzić natarcie na wzgórza Gilboa, zdobywając tamtejsze wioski i opanowując wejście do uedu Ara. Było to dogodne miejsce do rozpoczęcia w następnych dniach operacji „Icchak”, której celem miało być wyparcie wojsk irackich z miasta Dżanin.

## Przebieg operacji
Rozpoczęcie operacji nastąpiło 28 maja 1948 od wyprowadzenia niewielkiego natarcia z Doliny Jezreel w kierunku północno-wschodnim. Zajęto tutaj arabską wioskę Danna, której mieszkańcy zostali przymusowo deportowani. Przeprowadzenie tego ataku miało na celu zabezpieczenie drogi komunikacyjnej do kibucu Geszer, a jednocześnie wprowadzić w błąd dowództwo arabskie.
W nocy z 28 na 29 maja, 13 Batalion Brygady Golani zaatakował wioskę Zirin, położoną pośrodku Doliny Jezreel. Wioskę zajęto po stosunkowo krótkiej i łatwej walce. Następnie wysadzono w powietrze wszystkie domy wioski, aby w ten sposób zniszczyć miejsce stacjonowania arabskich milicji.
Następnej nocy (z 29 na 30 maja) przystąpiono do działań mających na celu zajęcie pozycji wyjściowych do dalszego natarcia od strony zachodniej do wadi Ara, w kierunku na miasto Dżanin. W tym celu przeprowadzono kilka uderzeń. Po stronie zachodniej zaatakowano arabską enklawę położoną w rejonie góry Karmel. Doszło tutaj do ciężkich walk o fort Tegart Megiddo i sąsiednie wzgórze Megiddo. W trakcie tych walk zajęto i wysiedlono wioskę Ladżdżun. Po stronie południowej zajęto wioskę Sandala. Natomiast po stronie wschodniej 14 Batalion zaatakował górę Gilboa, zajmując i wysiedlając wioski Nuris i al-Mazar.

## Reakcje i następstwa
Izraelskie zwycięstwo oznaczało, że zachodnie wejście do wadi Ara stanęło otwarte przez izraelskim wojskiem. Izraelczycy nie mogli jednak kontynuować natarcia na Dżenin, ponieważ brakowało rezerw i zaopatrzenia. Nie mogąc prowadzić działań ofensywnych, Izraelczycy następnego dnia wysiedlili mieszkańców arabskich wiosek al-Hamra, Umm Adżra i Masil al-Dżizl w Dolinie Bet Sze’an.